# Uttertjärnen (Nysätra socken, Västerbotten)
Uttertjärnen är en sjö i Robertsfors kommun i Västerbotten och ingår i Kålabodaåns huvudavrinningsområde.